# Terrorizmus az Európai Unióban
A terrorizmus az erőszak alkalmazásával vagy annak fenyegetésével való szándékos és módszeres stratégia nagyobb embertömeg megfélemlítésére valamely ideológiai vagy vallási cél eléréséért.
Európában a terrorizmusnak hosszú története van. Ezt gyakran összekapcsolják a nacionalista és a szeparatista mozgalmakkal, míg más cselekedetek a politikához (beleértve az anarchizmust, a jobboldali és a baloldali szélsőségeket), a vallási szélsőségességhez vagy a szervezett bűnözéshez kapcsolódnak. A Törökország és Oroszország európai részeiben történt terrorista cselekmények nem szerepel ebben a listában.

## Az európai uniós terrorcselekmények listája
- 1958. szeptember 15. Franciaország, Párizs
- 1969. december 12. Olaszország, Milánó
- 1970. július 22. Olaszország, Gioia Tauro
- 1972. május 31. Olaszország, Sagrado

- 1972. szeptember 5-6. Németország, München

- 1973. május 17. Olaszország, Milánó

- 1973. december 14. Franciaország, Marseille

- 1973. december 17. Olaszország, Róma

- 1974. május 28. Olaszország, Brescia

- 1974. augusztus 4. Olaszország, San Benedetto Val di Sambro

- 1974. szeptember 15. Franciaország, Párizs

- 1974. november 20. Olaszország, Savona

- 1975. december 2. Hollandia, Wijster

- 1975. december 4. Hollandia, Amszterdam

- 1976. december 1. Olaszország, Brescia

- 1977. május 23. Hollandia, Glimmen

- 1977. június 9. Olaszország, Róma

- 1978. március 13. Hollandia, Assen

- 1978. március 16. Olaszország, Róma

- 1978. május 20. Franciaország, Párizs

- 1978. október 5. Franciaország, Marseille

- 1979. március 23. Hollandia, Hága

- 1979. május 3. Olaszország, Róma

- 1979. október 12. Hollandia, Hága

- 1979. december 23. Franciaország, Párizs

- 1980. január 28. Franciaország, Párizs

- 1980. március 10. Olaszország, Róma

- 1980. július 17. Franciaország, Párizs

- 1980. július 27. Belgium, Antwerpen

- 1980. július 29. Franciaország, Lion

- 1980. augusztus 2. Olaszország, Bologna

- 1980. október 3. Franciaország, Párizs

- 1980. november 25. Franciaország, Párizs

- 1981. március 4. Franciaország, Párizs

- 1981. július 21. Görögország Athén

- 1981. szeptember 24. Franciaország, Párizs

- 1981. október 20. Belgium, Antwerpen

- 1982. március 29. Franciaország, Ambazac

- 1982. április 22. Franciaország, Párizs

- 1982. augusztus 9. Franciaország, Párizs

- 1982. augusztus 21. Franciaország, Párizs

- 1982. október 9. Olaszország, Róma

- 1983. február 28. Franciaország, Párizs

- 1983. július 13. Belgium, Brüsszel

- 1983. július 15. Franciaország, Párizs

- 1983. július 27. Portugália, Lisszabon

- 1983. július 29. Olaszország, Palermo

- 1983. augusztus 5. Franciaország, Avignon

- 1983. szeptember 17. Belgium, Nivelle

- 1983. október 1. Franciaország, Marseille

- 1983. november 7. Görögország, Athén

- 1983. december 31. Franciaország, Marseille

- 1984. február 7. Franciaország, Párizs

- 1984. március 28. Görögország, Athén

- 1984. december 23. Olaszország, San Benedetto Val di Sambro

- 1985. január 25. Franciaország, Párizs

- 1985. február 21. Görögország, Athén

- 1985. február 23. Franciaország, Párizs

- 1985. március 3. Franciaország, Párizs

- 1985. április 2. Olaszország, Pizzolungo

- 1985. április 12. Spanyolország, Madrid

- 1985. május 1. Belgium, Brüsszel

- 1985. július 22. Dánia, Koppenhága

- 1985. november 9. Belgium, Aalst

- 1985. november 26. Görögország, Athén

- 1985. december 6. Belgium, Liege

- 1985. december 27. Olaszország, Róma

- 1986. március 20. Franciaország, Párizs

- 1986. április 5. Nyugat-Berlin, Berlin

- 1986. április 25. Franciaország, Lion

- 1986. szeptember 9. , 15. , 17. Franciaország, Párizs

- 1986. október 18. Franciaország, Toulon

- 1986. november 17. Franciaország, Párizs

- 1987. június 19. Spanyolország, Barcelona

- 1988. április 14. Olaszország, Nápoly

- 1988. június 28. Görögország, Athén

- 1988. július 11. Görögország, Athén

- 1989. szeptember 27. Görögország, Athén

- 1992. március 1. Dánia, Koppenhága

- 1992. július 19. Olaszország, Palermo

- 1993. május 27. Olaszország, Firenze

- 1994. október 5. Franciaország, Párizs

- 1995. július 25. Franciaország, Párizs

- 1996. december 3. Franciaország, Párizs

- 1999. május 28. Svédország, Malexander

- 2002. október 11. Finnország, Vantaa

- 2004. március 11. Spanyolország, Madrid

- 2004. november 25. Észtország, Oismae

- 2005. július 7. Anglia, London

- 2007. december 6. Franciaország, Párizs

- 2009. április 30. Hollandia, Apeldoorn

- 2009. június 17. Görögország, Athén

- 2010. március 28. Görögország, Athén

- 2010. június 24. Görögország, Athén

- 2010. július 19. Görögország, Athén

- 2010. december 11. Svédország, Stockholm

- 2011. március 2. Németország, Frankfurt

- 2011. december 13. Belgium, Liege

- 2012 március 15. Franciaország,Montauban

- 2012. március 19. Franciaország, Touluse

- 2012. május 19. Olaszország, Brindisi

- 2012. július 18. Bulgária, Burgasz

- 2014. május 24. Belgium, Brüsszel

- 2015. január 7. Franciaország, Párizs

- 2015. február 14. Dánia, Koppenhága

- 2015. november 13. Franciaország, Párizs

- 2015. december 5. Anglia, London

- 2016. március 22. Belgium, Brüsszel

## Fordítás
Ez a szócikk részben vagy egészben  a   Terrorism in the European Union című angol Wikipédia-szócikk ezen változatának fordításán alapul.  Az eredeti cikk szerkesztőit annak laptörténete sorolja fel. Ez a jelzés csupán a megfogalmazás eredetét és a szerzői jogokat jelzi, nem szolgál a cikkben szereplő információk forrásmegjelöléseként.